# Zhoupu
Das Buch Zhoupu (chinesisch 粥谱 – „Breirezepte“) wurde von Huang Yunhu (黄云鹄) in der Zeit der Qing-Dynastie verfasst und ist 1881 zum ersten Mal erschienen. Der Autor stammt aus Qizhou 蕲州 in der Provinz Hubei.
Nach seinem Verfasser wird das Werk in der chinesischen Literatur auch als Huang Yunhu Zhoupu 黄云鹄粥谱 („Breirezepte des Huang Yunhu“) bezeichnet.
Darin sind ca. 240 Rezepte für Breigerichte enthalten, außerdem behandelt es die Geschichte von Breirezepten. Alle Rezepte sind mit einer kurzen Einführung zur Verwendung in der Diätetik versehen, teils nehmen sie auch auf die Zubereitung Bezug. Das Buch ist reichhaltig und liefert gute Informationen.
Neben den aus Werken wie dem Zunsheng bajian (尊生八笺) oder dem Bencao gangmu (本草纲目) zusammengetragenen Breirezepten sind darin nicht wenige aus der Bevölkerung von Sichuan und Hubei aufgenommen, vielfach haben sie lokale Eigenarten.

## Anhang: Guang Zhoupu
Im Anhang des Buches ist die Schrift Guang Zhoupu (广粥谱; „Erweiterung der Breirezepte“) abgedruckt. - Beide Schriften umfassen jeweils ein Heft (juan).

## Inhalt
Das Buch Zhoupu ist untergliedert in sechs Abschnitte:
- Vorwort (序言)
- Fünf Gedanken zum Breiessen  (食粥时五思)
- Sammlung der bekannten Theorien zu Breispeisen seit der alten Zeit (集古食粥名论)
- Was für Brei geeignet ist (粥之宜)
- Was beim Brei zu vermeiden ist (粥之忌)
- Breiprodukte 粥品
  - Anhang: Das Guang Zhoupu 广粥谱 („Erweiterte Breirezepte“)

## Breikategorien
- Körner (谷类)
- Gemüse (蔬菜)
- vegetarische Gerichte (蔬食菜)
- Pilze (耳类)
- Kürbisse/Melonen (瓜类)
- Baumfrüchte (木果类)
- Pflanzenarznei (植药类)
- Blumenarznei (卉药类)
- Tiere (动物类)[4]

## Werke mit gleichem Titel
Der Autor Cao Tingdong (曹廷栋) hat in der Qing-Zeit ebenfalls eine Schrift mit dem Titel Zhoupu (粥谱) verfasst. Genaugesagt handelt es sich hierbei um das letzte Kapitel (juan Nr. 5) seines 1773 gedruckten Buches Yangsheng suibi (养生随笔 „Pinselnotizen über das Nähren des Lebens“), dessen ursprünglicher Titel Laolao hengyan (老老恒言; „Binsenweisheiten für alte Menschen“) lautete. Diese Schrift wird in der chinesischen Literatur meist als Cao Tingdong Zhoupu 曹廷栋粥谱 („Breirezepte von Cao Tingdong“) bezeichnet. – Eventuell besteht auch die Verwechslungsgefahr mit anderen unter diesem Titel erschienenen Werken oder Kapitelüberschriften.

## Drucke und moderne Ausgaben
Das Werk ist in den Büchersammlung Chugoku shokkei sosho und in der Bücherreihe Zhongguo pengren guji congkan enthalten.